# Maria Maddalena de’ Medici
Maria Maddalena de’ Medici (* 29. Juni 1600 in Florenz; † 28. Dezember 1633 ebendort) war das achte Kind von Ferdinando I. de’ Medici und Christine von Lothringen, sowie  Schwester von Cosimo II.

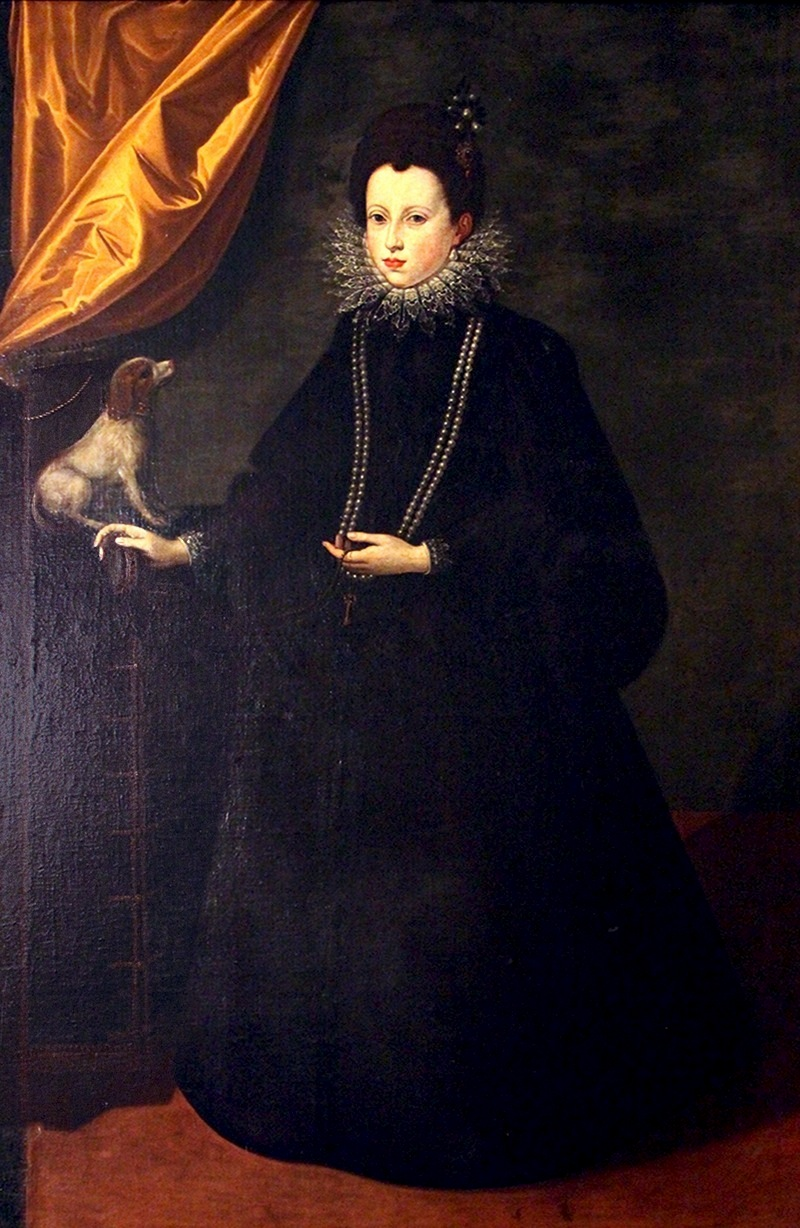
Porträt von Maria Maddalena de’ Medici, ca. 1615, Villa Medici von Cerreto Guidi

Wappen der Medici

## Leben

### Jugend
Da sie missgebildet oder möglicherweise mit einer kognitiven Entwicklungsstörung zur Welt kam, wurde sie erst im Alter von neun Jahren getauft.
Aus offensichtlichen Gründen gehörte Maria Maddalena nicht zu den Töchtern des Großherzogs, für die der Hof in Florenz Heiratspläne hatte. Am 24. Mai 1621 wurde die Prinzessin in den Palazzo della Crocetta gebracht, wo sie bis zu ihrem Tod lebte. Stets waren sechs Diener an ihrer Seite. Trotz der damaligen Tradition, dass eine Frau entweder heiratet oder Nonne wird, tat Maria Maddalena weder das eine noch das andere. Sie lebte im Dominikanerkloster und blieb gleichzeitig eine Prinzessin. Der Hof in Florenz erhielt von Papst Gregor XV. die Erlaubnis für sie und ihre Mägde, diese Lebensweise zu führen.
Da ihr das Treppensteigen große Schwierigkeiten bereitete, gestaltete der Architekt Giulio Parigi ihre Residenz mit einer Reihe von erhöhten Durchgängen und Rampen, über die sie sich ohne Stufen bewegen konnte und vor allem ohne auf die Straße hinabsteigen zu müssen, wo sie die Blicke der Neugierigen auf sich zog.
Heute sind noch vier erhöhte Durchgänge erhalten, einer in Richtung des Ospedale degli Innocenti, einer über der Via della Pergola, einer in der Via Laura (um zu einem anderen Kloster zu gelangen) und einer, der zur Basilika Santissima Annunziata führte, von wo aus die unglückliche Frau durch ein Gitter im linken Seitenschiff, das sich hinter einem kleinen Raum am Ende des Durchgangs befand, an der Messe teilnahm.
Diesen Gängen entsprach ein langer, erhöhter Gang im Palast, der sogenannte Medicikorridor, der an den Vasarikorridor erinnerte und den Maddalena benutzte, um sich in den Innenräumen zu bewegen, während sie auf der Ebene des ersten Stockwerks blieb.

### Tod und Beerdigung
Nach ihrem Tod wurde sie im Kloster der Crocetta begraben.
Bei einer ersten Exhumierung der Medici im Jahr 1857 wurde ihr Leichnam in folgenden Zustand aufgefunden:

„[…] sehr gut erhaltene Gewänder aus purpurfarbenem Brokat mit Blumen aus Silberfäden, die entlang des Rocks angeordnet waren. Die Schuhe waren aus Leder, gut erhalten und mit einem hohen Korkboden versehen; um den Schädel herum waren Drahtblumen verstreut, die vielleicht einmal zu einem Kranz gebunden waren und jetzt oxidiert sind.“

## Übergänge der Maddalena

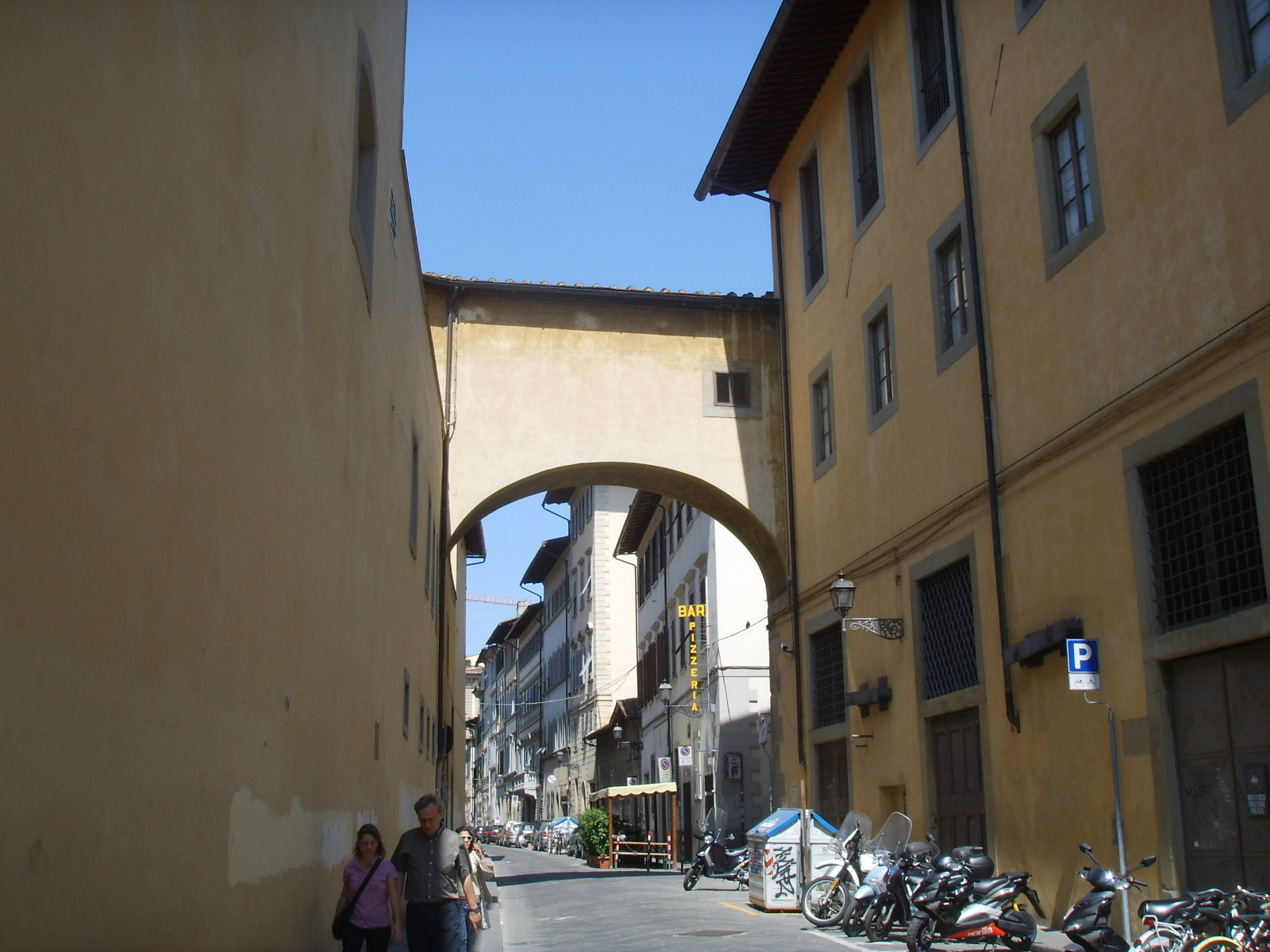
Übergang auf der Via Gino Capponi, um Santissima Annunziata zu erreichen
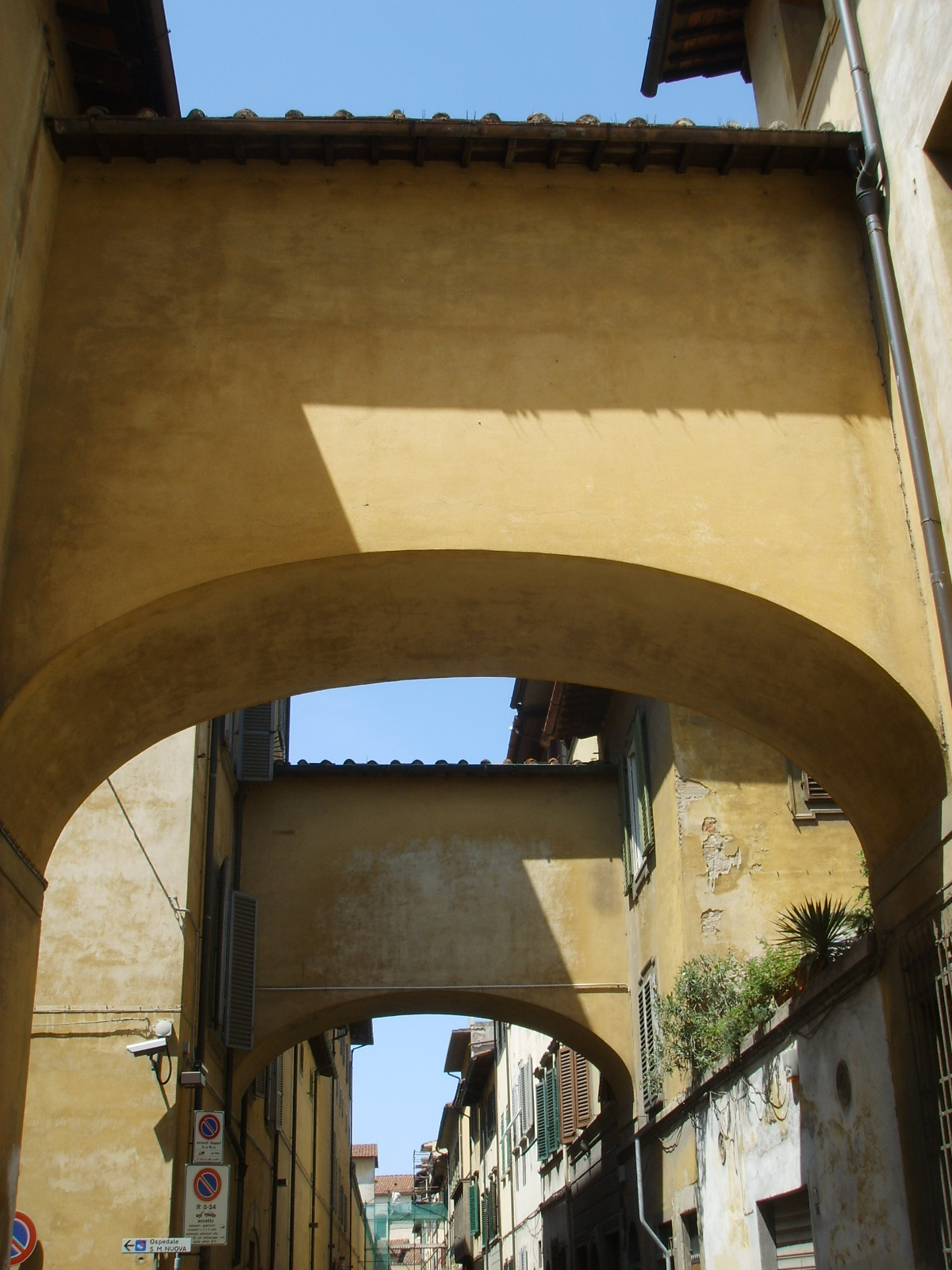
Übergänge auf der Via Laura
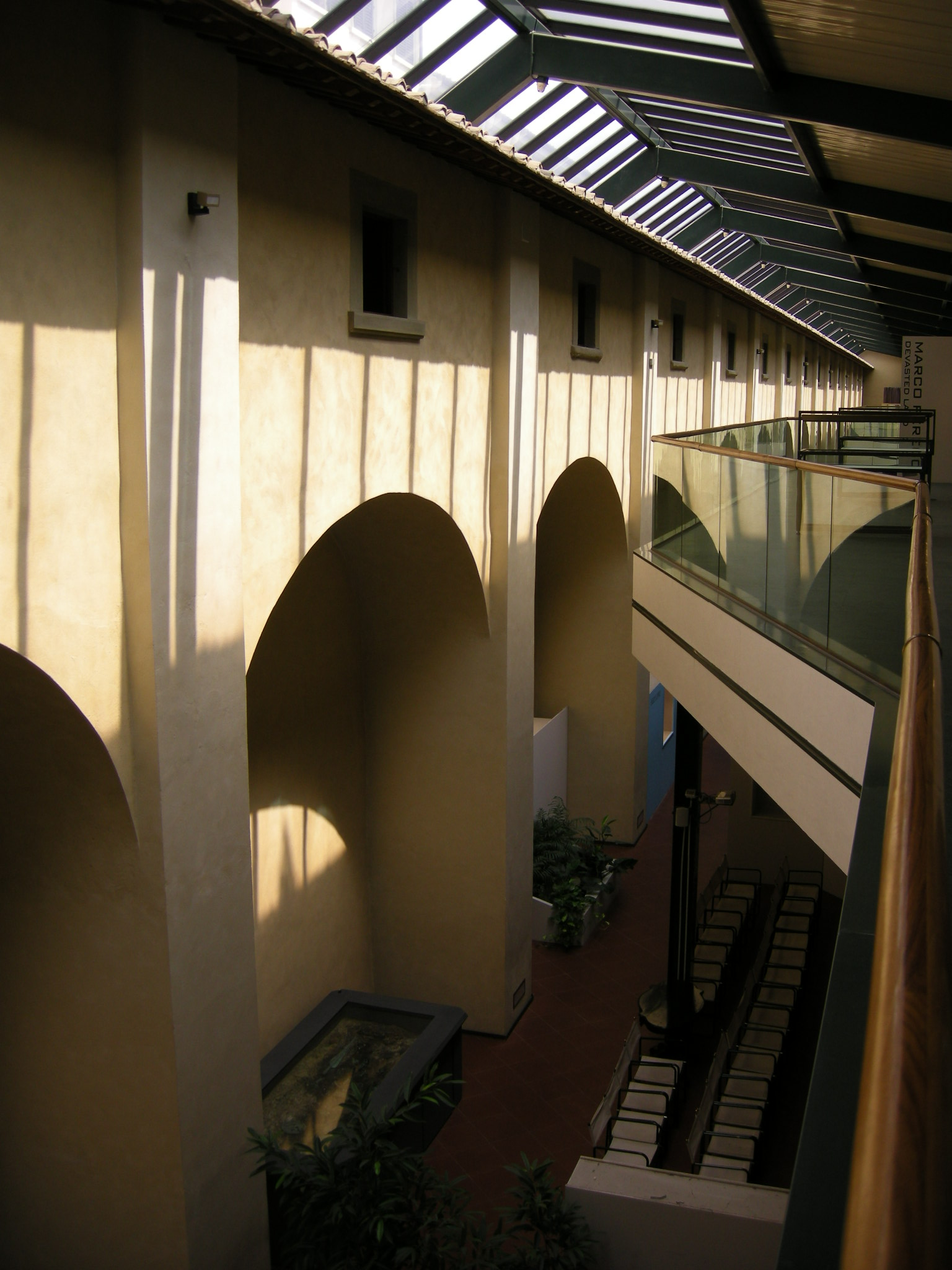
Der erhöhte Korridor im Inneren des Palazzo della Crocetta